# Madeleine Brandin
Madeleine Brandin, född 1950 i Finspång, är en svensk arkitekt och författare.
Madeleine Brandin publicerade 2023 en yrkesmemoar, en genreöverskridande roman, illustrerad med teckningar. Brandin har arbetat som stadsbyggnadsdirektör och stadsarkitekt i Vellinge kommun, (1989–2007) och som planarkitekt och turistchef i Trelleborgs kommun, (1975–1988). Brandin har undervisat i stadsplanering på Lunds Tekniska Högskola, Blekinge Tekniska Högskola, Alnarp. Hon har fått utgivit 12 skönlitterära böcker, vilka samtliga är illustrerade. Hon har medverkat i åtskilliga antologier, senast "Om rätten till min egen död" 2022 och "Till stadens prydnad. Offentlig konst i Ystad" 2021.Hon skriver regelbundet krönikor i Trelleborgs Allehanda och Ystads Allehanda sedan 2007. Brandin är medlem i Sveriges Författarförbund sedan 1997 och i Sveriges Arkitekter sedan 1974.